# Hans Schimpf
Hans Friedrich Wilhelm Schimpf (* 1897 in Esslingen am Neckar; † 10. April 1935 in Breslau) war ein deutscher Offizier und Nachrichtendienstmitarbeiter. Er war von 1933 bis 1935 der Leiter des sogenannten Forschungsamtes des Reichsluftfahrtministeriums, eines Nachrichtendienstes.

## Leben und Tätigkeit
Schimpf, einziger Sohn des Unternehmers Ernst Schimpf und seiner Ehefrau Rosa, geb. Fink, trat in jungen Jahren in die Marine ein, in der er bis 1933 den Rang eines Korvettenkapitäns erreicht hatte. In den 1920er Jahren war Schimpf, der eine kryptologische Ausbildung erhalten hatte, als Verbindungsmann der Marine zur Chiffrierstelle der Heeresleitung abgestellt und dort verwendet worden. Als sein Mentor galt Wilhelm Fenner.
Im April 1933 übernahm Schimpf die Leitung des in diesem Monat auf Veranlassung von Hermann Göring neu eingerichteten sogenannten Forschungsamtes. Aufgabe dieser Dienststelle, die nur dem Namen nach dem von Göring geleiteten Reichskommissariat für Luftfahrt (das sich später zum Reichsluftfahrtministerium entwickelte) unterstand, war die Überwachung der Telekommunikation von bestimmten Personen und/oder Einrichtungen. Praktisch bedeutete dies, dass das Forschungsamt heimlich Telefongespräche mitanhörte und mitstenographierte, was gesprochen wurde, sowie dass es Telegraphenleitungen anzapfte, um den Text von Telegrammen festzustellen. Stellvertreter Schimpfs wurde Gottfried Schapper.
Als Sitz des Forschungsamtes dienten zunächst Räumlichkeiten in der Berliner Behrenstraße. Im April 1935 folgte der Umzug in die Schillerstraße.
Kurz nachdem Göring Schimpf 1933 als Leiter des Forschungsamtes rekrutiert hatte, versuchte Reinhard Heydrich, der Chef des mit Görings Forschungsamt konkurrierenden Sicherheitsdienstes der SS (SD), Schimpf davon zu überzeugen, das Forschungsamt zu verlassen und in den Dienst der SS zu wechseln, was dieser aber ablehnte. Stattdessen soll Heydrich versucht haben, Schimpf mit seinen zahlreichen außerehelichen Affären, von denen er Kenntnis hatte, zu erpressen, um ihn so zu einem den Interessen des SD dienlichen Verhalten zu veranlassen. Günther Gellermann zufolge gelangten 1934/1935 intime Briefe Schimpfs an eine Geliebte, die mit einem SS-Führer verheiratet war, in die Hände Heydrichs, die dieser als Mittel zur Erpressung Schimpfs einsetzte.
Der erste Leiter des Geheimen Staatspolizeiamtes, Rudolf Diels, der Schimpf 1933 kennenlernte, beschrieb ihn wie folgt:
„Schimpf war ein vorsichtiger Mann und für seinen geheimnisvollen Dienst sehr verlässlich; er war humorlos und nahm seine Arbeit sehr ernst.“
Schimpfs Nachfolger als Leiter des Forschungsamtes wurde Christoph von Hessen.
Hans Schimpf war verheiratet mit Margarete Helene (Gretl) geb. Deffner, Tochter von Karl Deffner. Sein Sohn war der Schauspieler Rolf Schimpf, er hinterließ außerdem eine Tochter Ursula und einen Sohn Dieter.

## Tod
Am 10. oder 11. April 1935 starb Schimpf unter bis heute nicht völlig geklärten Umständen. Laut der internen Mitteilung des Polizeipräsidenten in Breslau, die auch Schimpfs Sterbeurkunde zugrunde liegt, wurde dieser am 10. April zuletzt um „nachmittags acht ein viertel“ Uhr lebend gesehen und am folgenden Nachmittag um drei Uhr nachmittags „als Leiche aufgefunden“. Am 16. oder 17. April wurde er im Krematorium Wilmersdorf eingeäschert.
Die am weitesten verbreitete Version ist, dass er in einem Hotel in Breslau seine Geliebte erschoss und sich anschließend das Leben nahm. Gellermann zitiert einen ehemaligen Mitarbeiter des Forschungsamtes mit der Aussage, dass die Geliebte den Mädchennamen Brenneisen hatte. Tatsächlich wurde eine junge, verheiratete Frau aus Berlin mit diesem Mädchennamen (jedenfalls laut ihrer amtlichen Sterbeurkunde) zum gleichen Zeitpunkt wie Schimpf in Breslau tot aufgefunden.
Der Öffentlichkeit gegenüber wurde erklärt, Schimpf sei „in Schlesien“ bei einem Verkehrsunfall ums Leben gekommen. Die Presse wurde ausdrücklich angewiesen, nur diese über das Deutsche Nachrichtenbüro verbreitete Version zu berichten.
In ausländischen Zeitungen erschienen Anfang Mai 1935 Berichte über den Todesfall. Darin heißt es, Schimpf habe Dokumente aus dem Reichswehrministerium entwenden lassen. Dies sei entdeckt und Schimpf zunächst beurlaubt, danach von Göring entlassen worden. Daraufhin habe ihn die Gestapo als „Mitwisser vieler Geheimnisse“ ermordet. Hier wird unter anderem eine angebliche Meldung der Gestapo zitiert, wonach Schimpf „in einem Walde, 20 Kilometer von Berlin entfernt, erschossen aufgefunden“ worden sei. Eine ähnlich lautende Darstellung gibt, ohne Quellen zu nennen Wilhelm F. Flicke, angereichert durch weitere Details, z. B. weitere angebliche Auffindeorte.
Wieder andere Berichte sprechen davon, dass er von einem tschechischen Agenten getötet worden sei. 
Jonathan Petropoulos, der sich in einer Monographie über Adelige während der NS-Zeit u. a. auch mit Schimpfs Nachfolger, dem Prinzen Christoph von Hessen befasste, vertritt die Auffassung, dass das wahrscheinlichste Szenario eine Ermordung Schimpfs im Auftrag Heinrich Himmlers und Reinhard Heydrichs sei, die Schimpfs Nachrichtendienst als eine unliebsame Konkurrenz zu dem ihnen unterstehenden Sicherheitsdienst der SS gesehen hätten.
Nigel West spricht demgegenüber vom Verlust geheimhaltungswürdiger Unterlagen während des Umzugs von der Behrenstraße in die Schillerstraße als Grund für den Selbstmord.
Gellermann geht davon aus, dass Schimpf sich zusammen mit seiner Geliebten das Leben nahm, weil er von Heydrich mit Unterlagen, aus denen die ehebrecherische Beziehung der beiden hervorging, erpresst wurde.